# Veľký Slavkov
Veľký Slavkov este o comună slovacă, aflată în districtul Poprad din regiunea Prešov. Localitatea se află la altitudinea de 683 m deasupra n.m., se întinde pe o suprafață de 12,21 km2 și în 2017 număra 1.396 de locuitori. Se învecinează cu comuna Mlynica.

## Istoric
Localitatea Veľký Slavkov este atestată documentar din 1251.

## Demografie
| An:                | 1994 | 2004   | 2014    | 2024 |
| ------------------ | ---- | ------ | ------- | ---- |
| Număr de persoane: | 1071 | 1145   | 1320    | 1518 |
| Diferență:         |      | +6,90% | +15,28% | +15% |

| An:                | 2023 | 2024   |
| ------------------ | ---- | ------ |
| Număr de persoane: | 1524 | 1518   |
| Diferență:         |      | −0,39% |